# Синиха (річка)
Синиха, Сіниха — річка в Україні, у Шевченківському та Куп'янському районах Харківської області. Права притока Оскілу (басейн Сіверського Донця).

## Опис
Довжина 20 км, похил річки — 2,5 м/км. Формується з багатьох безіменних струмків та водойм. Площа басейну 251 км².

## Розташування
Синиха бере початок на північно-західній околиці села Сподобівки. Тече переважно на південний схід і на південно-західній околиці села Сенькове впадає у річку Оскіл (Оскільське водосховище), ліву притоку Сіверського Донця. 
Населені пункти вздовж  берегової смуги: Дуванка, Воронцівка, Синиха.